# 카봉구

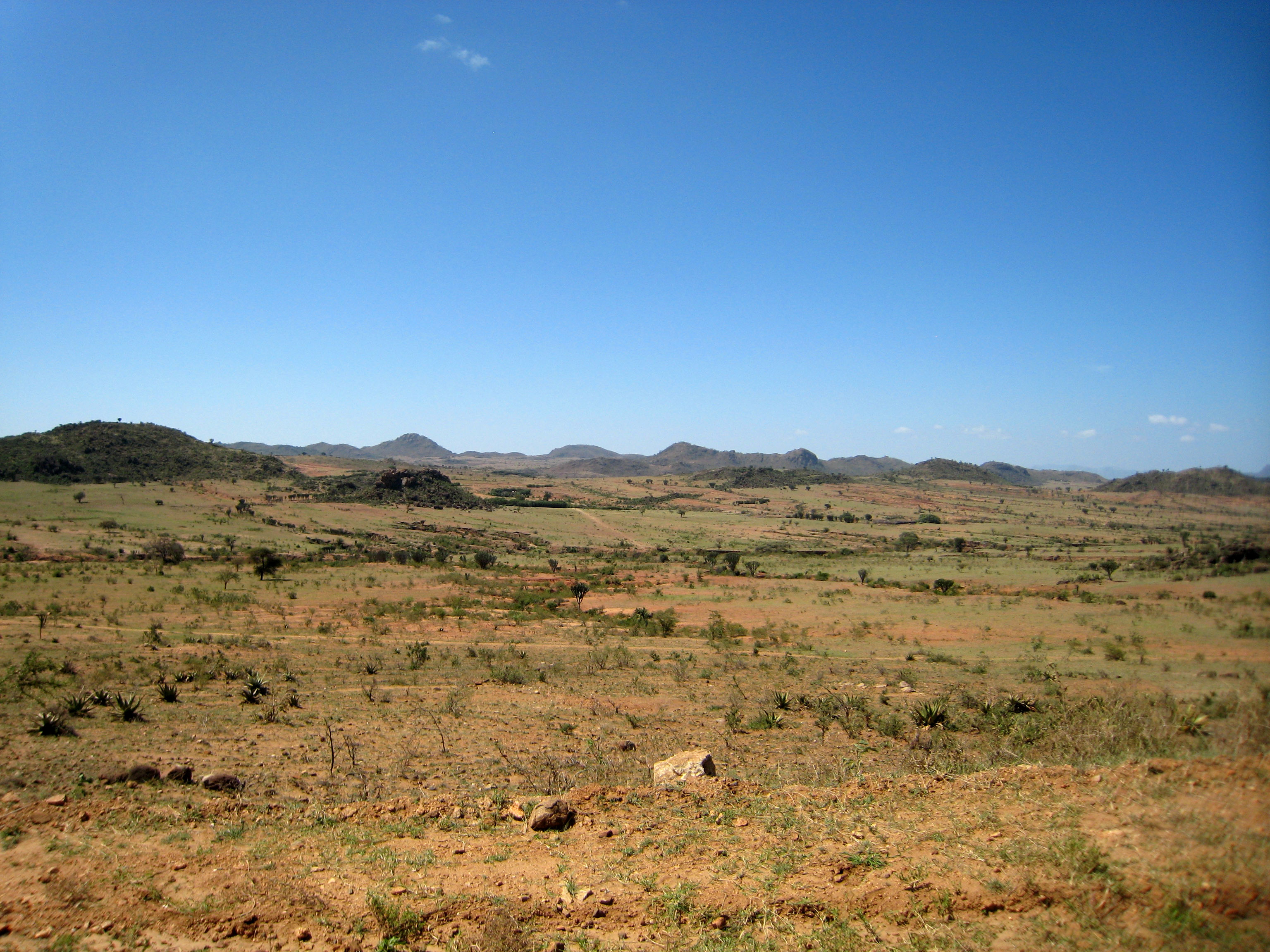

카봉구(Kaabong)는 우간다 동부에 위치한 구로, 행정 중심지는 카봉이며 인구는 379,800명(2002년 인구 조사 기준)이다.
행정 구역상으로는 북부 주에 속하며 1개 군(도도스 군)을 관할한다. 남동쪽으로는 모로토 구, 서쪽으로는 키트굼 구, 북쪽으로는 남수단 동에콰토리아 주, 동쪽으로는 케냐 리프트밸리 주와 접한다.

## 같이 보기
- 우간다의 행정 구역